# Partido di Campana
Il partido di Campana è un dipartimento (partido) dell'Argentina facente parte della Provincia di Buenos Aires. Il capoluogo è Campana.